# Трансиордания

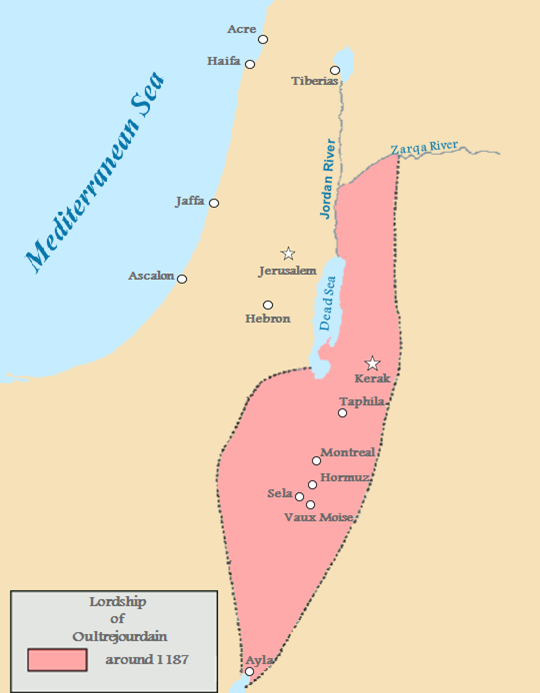
Трансиордания

Трансиорда́ния или Заиорда́нье — название (со времён крестовых походов до Первой мировой войны) обширного и без фиксированных границ региона к востоку от реки Иордан, который в библейские времена занимали царства Эдом, Моав и Аммон.

## География и демография
Трансиордания простиралась на юге, через пустыню Негев до Акабского залива. На востоке и на севере не было реальных границ, на западе было Мёртвое море, а на востоке пролегали маршруты караванов и паломников, область, называемая Хиджаз. На контроль за этими территориями претендовал и Эмир Дамаска, как правило, здесь не было стычек и любых других конфликтов между христианами и мусульманами.
До Первого Крестового похода Трансиордания принадлежала Фатимидам, чьи немногочисленные представители удалились, как только появились первые крестоносцы, местные племена быстро заключили с крестоносцами мирное соглашение. В 1100 году Балдуин I совершил первую экспедицию в Трансиорданию, он также организовывал военные экспедиции в 1107 и 1112 годах, а в 1115 году построил крепость Монреаль для контроля за караванными путями, который обеспечивал внушительный доход королевству. Крестоносцы также контролировали территорию вокруг Петры, где было создано архиепископство, вассал латинского патриарха Иерусалима.
В Трансиордании было немного христиан, основным населением были бедуины — cунниты. Многие сирийские христиане переселились отсюда в Иерусалим в 1115 году после изгнания оттуда евреев, чтобы заселить освободившийся квартал. Другие местные христиане вели либо кочевой, либо полукочевой стиль жизни и не пользовались доверием крестоносцев.

## Трансиорданская синьория
Жан Ибелин (граф Яффы) называл Трансиорданию сеньорией, одним из четырёх главных вассалов королевства, однако возможно, что Трансиордания в XII веке считалась княжеством. Оно было создано после экспедиции Балдуина I, но из-за неопределённых границ и отдалённости сеньоры Трансиордании всегда стремились получить некоторую независимость от королевства. Трансиорданская сеньория была одной из крупнейших в королевстве.
В 1118 году Балдуин I отдал её в лен Ромену де Пюи, а после мятежа Гугона II де Пюизе в 1134 году, поддержанного Романом, она перешла к Пайену де Мильи, мажордому королевства, который правил с 1126 по 1148 год. Ромен де Пюи и Гуго II де Пюизе были изгнаны из королевства. В 1142 году Фульк Иерусалимский построил замок Керак (Крак де Моав), ставший более важным укреплением крестоносцев, чем Монреаль. Замки Сафет, Торон и Наблус были расположены не в Трансиордании, но порой управлялись синьорами Трансиордании, получившими этот титул благодаря женитьбе.
В 1148 году сеньория участвовала в рейде крестоносцев на Дамаск, в рамках Второго Крестового похода. Мир с Дамаском был жизненно важен для существования королевства и особенно Трансиордании — после поражения крестового похода обороноспособность синьории резко упала.
Морису, сеньору Трансиорданскому, наследовала его дочь Изабелла, правившая вместе со своим мужем Филиппом де Мильи, сеньором Наблуса, который был вынужден отказаться от прав на город, чтобы стать сеньором Трансиордании. После смерти жены Филипп (правивший в 1161—1168 годах) стал рыцарем-тамплиером, а позже и магистром Ордена. Тем временем Онфруа III де Торон, женившись на Стефании, дочери Филиппа, стал и сеньором Трансиордании. Два других её мужа также принимали этот титул.
В 1177 году Рено де Шатильон, до этого князь-консорт Антиохии через свою жену Констанцию, стал сеньором Трансиордании после женитьбы на Стефании. Он считал, что король не властен над его владениями, и называл себя местным королём. Он использовал своё положение, чтобы нападать на караваны и паломников, планировал даже набег на Мекку, результатом этой разбойничьей деятельности стало нападение Саладина в 1187 году на Иерусалимское королевство. После битвы при Хаттине 4 июля 1187 года Рено, попавший в плен, был убит лично Саладином. К 1189 году Саладин занял всю Трансиорданию и уничтожил все крепости крестоносцев. Иерусалим ещё возвратился в руки христиан в 1229 году, но королевство уже никогда не вернуло территорий к востоку от Иордана. Права на титул долгое время принадлежали Изабелле, дочери Стефании, а затем династии Монфор — сеньорам Тира. В 1350-е годы, когда династия пресеклась, права на титул получили короли Кипра, родственники сеньоров Тира и Торона.
В правление крестоносцев бедуины были практически предоставлены сами себе, хотя и платили налоги за проход караванов. Местная почва использовалась для земледелия, выращивались пшеница, гранат и олива, а из Мёртвого моря добывалась соль.
Позже эти территории принадлежали эмирам Трансиордании.

## XX век
В апреле 1921 года в рамках Британского мандата в Палестине был создан зависимый от Великобритании эмират Трансиордания, получивший около 3/4 от территории подмандатной Палестины. 25 мая 1946 года новое государство получило независимость.
В ходе Арабо-израильской войны 1947—1949 годов Трансиорданией был оккупирован и в одностороннем порядке аннексирован Западный берег реки Иордан, включая Восточный Иерусалим, после чего Трансиордания была самопереименована в королевство Иордания.
До Шестидневной войны 1967 года в него входили как восточный берег реки Иордан, бывший основной территорией Трансиордании до войны, так и захваченный — западный.

## Сеньоры Трансиордании
- Ромен де Пюи (1118—1134)
- Пайен де Мильи (1134—1148)
- Морис де Монреаль (?—?)
- Филипп Де Милли (1161—1168) и его жена Изабелла, дочь Мориса
  - Стефания де Мильи, дочь и наследница, чьи мужья становились сеньорами Трансиордании:
- Онфруа (Гонфрид) III де Торон (1168—1173)
- Миль де Планси (1173—1174)
- Рено де Шатильон (1177—1187), третий муж Стефаньи
- Онфруа (Гонфрид) IV де Торон (1187—1189), сын Стефаньи и Онфруа III, титулярный правитель Трансиордании, сеньор Торона
- Алиса Армянская (1197—1199?), племянница Гонфрида IV и её муж Раймунд Антиохийский.

## Собственные вассалы
Во времена Филипа из Наблуса аравийская Петра была феодом, подвассальным сеньорам Трансиордании.